# Led (anatomi)
 For alternative betydninger, se Led. (Se også artikler, som begynder med Led)
Led er skelettets hængsler. Dér, hvor to eller flere knogler støder sammen, findes der et led. I et led er to knogleender holdt sammen af ledkapslen, som er forstærket af kraftige ledbånd. De ægte led danner bevægelsesakser imellem knoglerne, hvilket gør motorik muligt. De uægte led binder knogler sammen hvor det ville være upraktiskt at danne knogle.

## Klassifikation
Helt overordnet inddeles led i de ægte led/synovialled og de uægte led. Helt overordnet er den primære forskel at der i ægte led findes en ledhule med tilhørende synovialmembran, hvor der i uægte led findes ingen af disse.
De ægte led differentieres yderligere via mængden af knogler de er led imellem:
- Et enkelt led er et led imellem to knogler, med kun én ledhule.
- Et sammensat led er et led imellem tre eller flere knogler, med kun én ledhule.
- Et kombineret led er et led imellem kun to knogler, men hvor der er flere ledhuler.

Der skelnes også imellem flere forskellige slags uægte led:
- Et bindevævsled er et bindevævsblad der begrænser bevægelsen imellem knogler.
- Et bruskled er enten:
  - En primær synchondrose, en rest af bruskskelettet fra fosterstadiet. Nogle omdannes færdigt til knogle i løbet af voksenlivet.
  - En symfyse, som er en kompleks struktur bestående af flere lag af bindevævsstrukturer. Der findes kun to: hoftesymfysen og diskus i rygsøjlen.

## Bevægelighed
Led er enormt vigtige for kroppens bevægelighed og forskellige led har forskellige evner i forhold til hvilke retninger de kan bevæge sig i, og hvor meget. Man differentierer imellem disse bevægelser i led:
- Flexion (bøje) og extension (strække), for eksempel i albueleddet.
- Abduktion og adduktion, vippebevægelser hhv. væk fra og indad mod torso.
- Ind- og udadrotation, for eksempel i hofteleddet når man roterer sine tæer.

Da bindevæv er meget mere fleksibelt, men også svagere, end knogle, er meget bevægelige led såsom skuldren ofte bestående meget mere af bindevæv end knogle. Skulderen er så til gengæld også meget skrøbeligt, og kommer ofte og nemt til skade på mange forskellige måder.
Uægte led fungerer oftest ved at begrænse en bevægelse i en eller flere retninger. Eksempeltvist begrænser korsbåndene i knæhasen bevægelsen af lårbensknoglen og skinnebenet således at de to forbliver forbundet ved enderne og ikke smutter fra hinanden under bevægelse.